# Facultad de Ciencias Jurídicas (Universidad Pública de Navarra)
La Facultad de Ciencias Jurídicas, también conocida por sus siglas FCCJJ, es un centro docente universitario, perteneciente al Campus de Arrosadia de la Universidad Pública de Navarra en Pamplona, y en donde se imparten estudios superiores sobre derecho. 

## Sede e instalaciones
La  de la Universidad Pública de Navarra tiene su sede principal en el Edificio Departamental Las Encinas, dentro del Campus de Arrosadia de Pamplona.

## Docencia

### Titulaciones de Grado[2]
Esta facultad cuenta con los siguientes grados universitarios:
- Grado en Derecho.
- Grado en Relaciones Laborales y Recursos Humanos.
- Doble Grado en Administración y Dirección de Empresas y en Derecho.
- Programa Internacional del Doble Grado en Administración y Dirección de Empresas y en Derecho.
- Programa Internacional del Doble Grado en Administración y Dirección de Empresas y en Economía.
- Doble Grado en Administración y Dirección de Empresas y Ciencia de Datos.

### Titulaciones de Máster[3]
Esta facultad cuenta con los siguientes másteres universitarios:
- Máster Universitario en Acceso a la Abogacía.
- Máster Universitario en Derecho Privado Patrimonial.
- Máster Universitario en Prevención de Riesgos Laborales.

### Titulaciones propias[4]
Esta facultad cuenta con los siguientes títulos propios:
- Experto en Asesoramiento Fiscal, Laboral y Contable.

### Otra formación
A través de la Fundación-Sociedad se imparten cursos de especialización.

## Dirección
Su actual decano es Rafael Lara González y su secretario Aritz Romero Ruiz.

## Departamentos
- Derecho.